# Лігота (Ласький повіт)
Лігота (пол. Ligota) — село в Польщі, у гміні Відава Ласького повіту Лодзинського воєводства.
Населення — 221 особа (2011).
У 1975-1998 роках село належало до Серадзького воєводства.

## Демографія
Демографічна структура станом на 31 березня 2011 року:
|          | Загалом | Допрацездатний вік | Працездатний вік | Постпрацездатний вік |
| -------- | ------- | ------------------ | ---------------- | -------------------- |
| Чоловіки | 120     | 19                 | 96               | 5                    |
| Жінки    | 101     | 16                 | 65               | 20                   |
| Разом    | 221     | 35                 | 161              | 25                   |